# Banda de 12m
La banda de 12 metros es una banda de radioaficionados WARC atribuida en 1978. 

## Uso

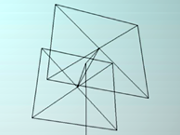
Antena cuádruple 2 elementos

Al igual que la banda de 15m, es una banda diurna, aunque con algo mayor distancia de salto, lo que la convierte en una excelente banda DX en períodos de alta actividad solar. 
Básicamente tiene las mismas características que la banda de 15m, pero se ve más afectada por los ciclos solares de 11 años. En efecto, en períodos de baja actividad solar, la banda puede estar abierta solamente en intervalos del día de mayor exposición solar, lo que reduce su utilización a unas pocas horas. Durante los períodos de baja actividad solar, puede parecer permanentemente muerta, no hay tráfico.
Esta banda solamente tiene 100 kHz de ancho de banda. Sin embargo, siendo una banda WARC, los concursos (contests, en inglés) están prohibidos, lo que permite hacer contactos más sociables y con más espacio para todos quienes quieren usarla.

## Antenas
Al igual que en todas las bandas HF, el tamaño de las antenas es una dificultad práctica encontrada por los radioaficionados en ciudad. En efecto, un dipolo para esta banda mide unos 6 metros, o sea, el largo de dos autos pequeños. Quienes por esta razón no pueden instalar una antena dipolo o una antena Yagi, utilizan antenas verticales, antenas dipolo acortadas eléctricamente, antenas sloper (inclinadas), o bien antenas en V invertida. Sin embargo, a diferencia de las bandas de 20m o inferiores, ya se pueden utilizar antenas C (dipolo plegado en forma de C) o bien la Antena HB9CV.
Habitualmente, las antenas para la banda de 12m son antenas multibandas con trampas (traps, en inglés), que acortan eléctricamente la antena.

## Propagación
Esta banda se comporta de manera similar a la banda de 10m: no es muy afectada por la capa D. Es una banda que aprovecha favorablemente durante el día la capa F1, pero es muy dependiente de ella. Es una banda muy favorable para el DX durante el día únicamente en años de alta actividad solar, cuando la MUF sube lo suficiente.

## Ancho de banda

### Región 1
En la Región 1 IARU: de 24,890 a 24,990 MHz. 
Algunas excepciones son conferidas a estaciones africanas durante el día.

### Región 2
En la Región 2 IARU:  de 24,890 a 24,990 MHz.

### Región 3
En la Región 3 IARU: de 24,890 a 24,990 MHz.
- Datos: Q1700279